# Batracomorphus extentus
Batracomorphus extentus är en insektsart som beskrevs av Cai och He. Batracomorphus extentus ingår i släktet Batracomorphus och familjen dvärgstritar. Inga underarter finns listade i Catalogue of Life.